# Bellinckhof

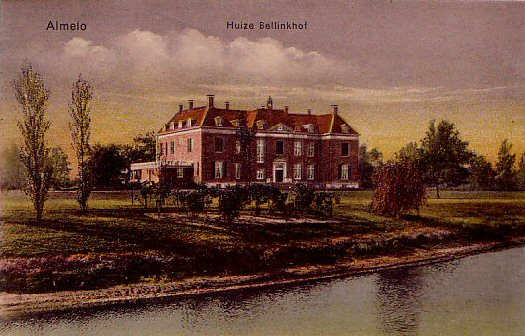
Bellinckhof

Der Bellinckhof ist ein Landhaus an der Wierdensestraat in Almelo, das der niederländische Textilfabrikant Johannes ten Cate in den 1900er Jahren erbauen ließ und das in einem 27 Hektar großen Park liegt. Das Anwesen gehört zu den größten und besterhaltenen Landhäusern der Niederlande.

## Bezeichnung
Die Bezeichnung Bellinkhove wurde 1460 erstmals erwähnt und bezeichnete eine rund 500 Meter südöstlich entfernt gelegene Havezate (das Haus eines Edelmannes). Ab 1757 wurde die Bezeichnung Bellinckhof  beziehungsweise Bellinkhof gebräuchlich. Die Havezate war ein Lehen von Huis Almelo und wurde von dem Geschlecht der Bellinckhave bewohnt, die Ende des 19. Jahrhunderts auf ein Landgut in Weerselo verzog. Die Havezate wurde danach abgerissen.

## Das Haus

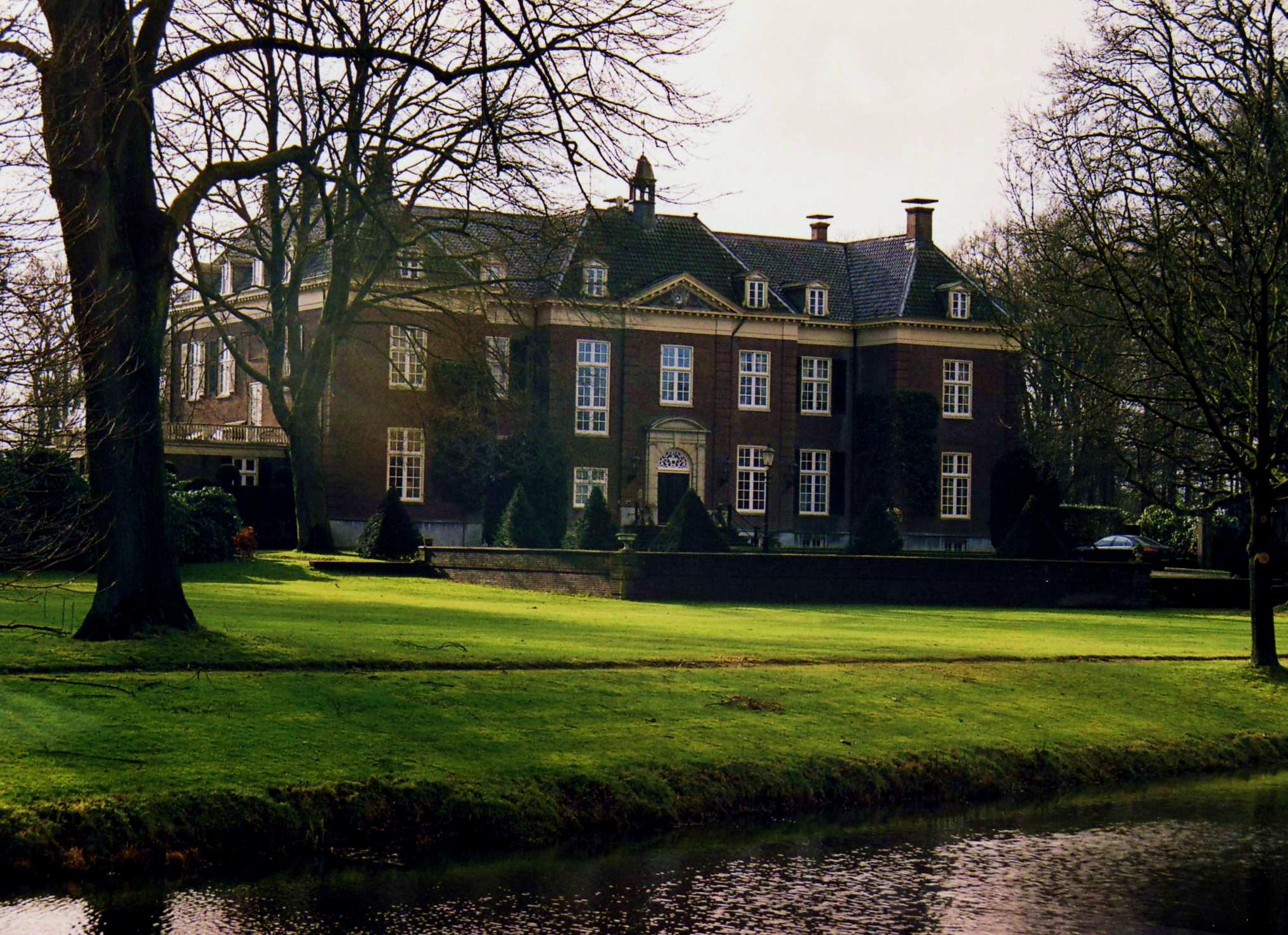
Huis Bellinckhof (2012)

Johannes ten Cate erwarb 1913 das Grundstück an der Wierdensestraat, um dort ein Landhaus zu errichten. Als Nachfolger von Fabrikantenvorfahren in Twente beabsichtigte er, sich mit seiner Familie außerhalb der Stadtgrenze niederzulassen. 1917 erteilte er dem Architekten Karel Muller den Auftrag, ein Landhaus in dem in jener Zeit sehr beliebten neoklassizistischen Stil zu entwerfen. Mullers erster Entwurf war ein rechteckiges Gebäude, das nicht die Zustimmung des Auftraggebers erhielt, der daraufhin zusätzlich Architekt J. W. Hanrath beauftragte. Die Auftragnehmer entwarfen nun gemeinsam ein Haus mit L-förmigem Grundriss und deutlichen englischen Einflüssen – in einem Baustil, der in den Niederlanden „Um 1800“ genannt wird und beispielsweise von Hendrik Petrus Berlage bevorzugt wurde.

## Räumlichkeiten
Eine Besonderheit ist das mit Mahagoni ausgekleidete Esszimmer sowie die Eingangshalle mit schwarzgeadertem weißem Marmorboden. Der Festsaal ist mit grünen Holzbalken und lachsfarbener Seide verkleidet. Dort hängen Familienporträts der ten Cates.
In den Wohnräumen befindet sich ein Gedenkstein aus Sandstein mit der Inschrift: “Deze steen werd gelegd door Egbert ten Cate oud vijf jaar oktober 1919.” (deutsch: „Dieser Stein wurde gelegt durch Egbert ten Cate, Alter: fünf Jahre, 1919.“)
Zum Anwesen gehören zwei Bedienstetenhäuser und ein Kutscherhaus mit Dienstwohnung sowie mehrere eingeschossige Schilddach-Häuser. (Ein Schilddach ist ein flach gewölbtes Dach über einer offenen Halle.) Auch einige Nebengebäude der alten Havezate blieben noch bis in die 1920er Jahre erhalten, bis sie wegen einer gewünschten Erweiterung des zum Bellinckhof gehörenden Parks weichen mussten.

## Park
Der Garten- und Landschaftsarchitekt Leonard A. Springer wurde mit dem Entwurf einer das Haus großzügig umgebenden Parklandschaft beauftragt. Sein Entwarf sah hinter dem Haus einen geometrischen Rosengarten und gerade auf das Haus zulaufende Pfade vor. Weiter vom Haus entfernt ist eine Landschaft mit gewundenen Pfaden, Baumgruppen und Wasserstellen entstanden. Auch die Planung der 1926 erfolgten Vergrößerung des Parks stammt aus der Feder Springers.
Springers Beauftragung mag darauf zurückzuführen gewesen sein, dass er mit dem Architekten Muller gut befreundet und beide Männer mit der Familie Gelderman aus Oldenzaal verwandt waren. Auch in verschiedenen anderen Objekten in Twente wurden Architekt und Landschaftsarchitekt gemeinsam beauftragt.
Das Anwesen ist in der Regel nicht öffentlich zugänglich. Gelegentlich wird jedoch ein Tag der offenen Tür veranstaltet.